# Requena (provincie)
Requena is een provincie in de regio Loreto in Peru. De provincie heeft een oppervlakte van  49.478 km² en telt 74.041 inwoners (2015). De hoofdplaats van de provincie is het district Requena.

## Bestuurlijke indeling
De provincie Requena is verdeeld in elf districten, UBIGEO tussen haakjes:
- (160502) Alto Tapiche
- (160503) Capelo
- (160504) Emilio San Martín
- (160510) Jenaro Herrera
- (160505) Maquía
- (160506) Puinahua
- (160501) Requena, hoofdplaats van de provincie
- (160507) Saquena
- (160508) Soplin
- (160509) Tapiche
- (160511) Yaquerana

Alto Amazonas · Datem del Marañón · Loreto · Mariscal Ramón Castilla · Maynas · Putumayo · Requena · Ucayali